# Говард, Лесли
Ле́сли Го́вард (англ. Leslie Howard, настоящая фамилия Штайнер (англ. Leslie Howard Steiner);  3 апреля 1893 — 1 июня 1943) — британский актёр театра и кино, кинопродюсер и кинорежиссёр. Был популярен в 30-х годах. Лауреат премии Венецианского кинофестиваля (1938). Наиболее известные фильмы с участием Говарда — «Беркли-сквер» (1933), «Алый первоцвет» (1934), «Пигмалион» (1938). Современному поколению известен в основном благодаря роли Эшли Уилкса в фильме «Унесённые ветром» (1939).

## Биография
Лесли Говард родился 3 апреля 1893 года в Лондоне, Великобритания, в семье венгерского еврея-эмигранта Фердинанда Штайнера и его жены Лилиан, в девичестве Брумберг. У него было четверо младших братьев и сестер. Детство Лесли прошло в Вене, а затем семья вернулась в Лондон, где отец будущего актёра стал работать биржевым маклером в Сити.
Лесли с юных лет испытывал интерес к театру и в подростковом возрасте участвовал в домашних спектаклях. Мать поощряла его увлечение, но по окончании Далвичского колледжа Лесли по настоянию отца устроился клерком в банк. В 1914 году, когда началась Первая мировая война, он бросил работу и записался в кавалерию, пополнив ряды 20-го гусарского полка. Два года, проведённые в боях на Западном фронте, привели к военному неврозу и с этим диагнозом Лесли в 1916 году был демобилизован.

### Театр
Оказавшись на родине, Лесли в марте того же года женился на Рут Эвелин Мартин и вернулся к своему давнему увлечению, решив использовать театр в качестве терапии. Его карьера театрального актёра началась, как это часто бывает, с небольших ролей, а в 1918 году он дебютировал на лондонской сцене в постановке британского драматурга Артура Пинеро «Уродцы». До начала 1920-х годов Лесли появился ещё в нескольких спектаклях, преимущественно на второстепенных ролях, и периодически снимался в кино (его кинодебют состоялся ещё до ухода в армию, в 1914 году, когда Лесли снялся в короткометражном фильме «Героини Монса», режиссёром которого был его дядя Уилфред Ной).
В 1920 году актёр отправился в Америку, дебютировал на Бродвее в трагикомедии «Только представьте» и за десятилетие сделал отличную театральную карьеру, появившись в общей сложности в двадцати постановках. Наиболее успешными из них были «Зеленая шляпа» (1925), «Её картонный любовник» (1927) и «Побег» (1927) по пьесе Голсуорси. Кроме того в этот период Говард увлекся писательством. Он делал наброски пьес и писал статьи для периодических изданий — The New Yorker, Vanity Fair и Reader's Digest. В 1927 году его пьеса — комедия под названием «Мюррей-Хилл» — была поставлена на Бродвее.

### Кино
Лесли вернулся в кино будучи уже в зрелом возрасте — когда ему было тридцать семь лет. В то время началась эпоха звукового кино, и студии искали замену актёрам немого кино, чьи голоса по тем или иным причинам не подходили для нового формата. Часто приглашения попробовать себя в киноиндустрии получали театральные актёры с хорошо поставленными голосами. В их числе был и Говард.
В 1930 году он дебютировал в звуковом фильме «За пределом» — истории о Генри и Энн, которые, спасая свою любовь, пересекают океан на корабле с призраками (одного из них, Тома, и сыграл Лесли). Эта драма с элементами фантастики была поставлена по мотивам пьесы, в которой актёр принимал участие в 1924 году — только тогда ему была отведена роль Генри (в экранизации этого персонажа сыграл сын Дугласа Фэрбенкса, прославленного актёра немого кино).
Кинокарьера Говарда начала быстро развиваться. В 1931 году он снялся в драме «Двое никогда не встретятся», ремейке одноимённого немого фильма 1925 года, где главные роли играли Анита Стюарт и Берт Лителл. Далее в том же году последовали драма «Вольная душа» (партнерами Говарда были Кларк Гейбл и Норма Ширер), мелодрама «Пять и десять» и сентиментальная комедия «Преданность». После того, как критики прохладно отозвались о последнем фильме, Лесли в конце 1931 года увёз семью в Великобританию и снялся у Александра Корда в комедии «Услуга для дам», экранизации пьесы венгерского драматурга Эрнеста Вайды.
На родине актёр пробыл недолго и в начале 1932 года вернулся за океан, чтобы принять участие в спектакле «Животное царство» — истории о любви мужчины к двум женщинам и выборе между ними. Постановка была выпущена на Бродвее 12 января 1932 года и шла до июня, выдержав 183 показа. В том же году, после второго дуэта с Ширер в мелодраме «Нежная улыбка» (этот фильм был номинирован на премию «Оскар», но его обошла военная драма «Кавалькада»), Говард снялся в экранизации пьесы, а две другие стороны любовного треугольника в «Животном царстве» составили Энн Хардинг и Мирна Лой.

### Гибель
Лесли Говард погиб 1 июня 1943 года вместе с пассажирами самолёта DC-3 «Дакота», летевшего рейсом № 777 Лиссабон-Лондон, и сбитого немецким истребителем над Бискайским заливом.

## Факты
- Хамфри Богарт назвал в честь актёра свою дочь от Лорен Бэколл — Лесли Богарт.[6]
- В 1980 году вышел телефильм о Говарде под названием «Боги», где роль Лесли Говарда исполнил Стивен Кип.
- Сын Лесли, Рональд Говард, тоже стал актёром и снялся в семидесяти шести фильмах. Его наиболее заметное появление на экране состоялось в 1954 году, когда Рональд исполнил роль великого сыщика в телевизионном сериале «Шерлок Холмс». Актёром — но куда менее удачливым — был и брат Лесли, Артур Говард. Их сестра Ирен Говард тоже была связана с киноиндустрией и работала директором по кастингу — в частности осуществляла подбор актёров для фильмов «Бен-Гур» (1959), «Доктор Живаго» (1965), «Фотоувеличение» (1966) и др.

## Фильмография
Цветом выделены фильмы, которые Говард сам срежиссировал.
| Год  | Название на русском         | Название на языке оригинала | Роль                    |
| ---- | --------------------------- | --------------------------- | ----------------------- |
| 1943 | Слабый пол                  | The Gentle Sex              | Рассказчик (голос)      |
| 1943 |                             | War in the Mediterranean    | Рассказчик (голос)      |
| 1942 | Первый среди немногих       | The First of the Few        | Р. Дж. Митчелл          |
| 1941 | 49-я параллель              | 49th Parallel               | Филип Армстронг Скотт   |
| 1941 |                             | Pimpernel Smith             | Профессор Горацио Смит  |
| 1939 | Унесённые ветром            | Gone with the Wind          | Эшли Уилкс              |
| 1939 | Интермеццо                  | Intermezzo: A Love Story    | Холгер Брандт           |
| 1938 | Пигмалион                   | Pygmalion                   | Профессор Генри Хиггинс |
| 1937 |                             | Stand-In                    | Эттербери Додд          |
| 1937 |                             | It’s Love I’m After         | Бэзил Андервуд          |
| 1936 | Ромео и Джульетта           | Romeo and Juliet            | Ромео                   |
| 1936 | Окаменелый лес              | The Petrified Forest        | Алан Сквайр             |
| 1934 | Алый первоцвет              | The Scarlet Pimpernel       | Сэр Перси Блэкни        |
| 1934 | Британский агент            | British Agent               | Стивен Лок              |
| 1934 | С согласия дамы             | The Lady Is Willing         | Альберт Латур           |
| 1934 | Бремя страстей человеческих | Of Human Bondage            | Филип Кэри              |
| 1933 | Беркли-сквер                | Berkeley Square             | Питер Стэндиш           |
| 1933 |                             | Captured!                   | Капитан Фред Эллисон    |
| 1933 | Секреты                     | Secrets                     | Джон Карлтон            |
| 1932 | Животное царство            | The Animal Kingdom          | Том Коллье              |
| 1932 | Нежная улыбка               | Smilin' Through             | Сэр Джон Картрет        |
| 1932 | Услуга для дам              | Service for Ladies          | Макс Трейси             |
| 1931 | Преданность                 | Devotion                    | Дэвид Трент             |
| 1931 | Пять и десять               | Five and Ten                | Бертрам Родс            |
| 1931 | Вольная душа                | A Free Soul                 | Дуайт Уинтроп           |
| 1931 | Двое никогда не встретятся  | Never the Twain Shall Meet  | Дэн Причард             |
| 1930 | За пределом                 | Outward Bound               | Том Приор               |
| 1920 | Книжные черви               | Bookworms                   | Ричард                  |
| 1920 | Пять фунтов в награду       | Five Pounds Reward          | Тони Марчмонт           |
| 1919 | Лакей и леди                | The Lackey and the Lady     | Тони Дансимен           |
| 1917 | Счастливый воин             | The Happy Warrior           | Ролло                   |
| 1914 | Героиня Манса               | The Heroine of Mons         | ?                       |

## Награды и номинации

### Награды
- Mons star 1914
- British war medal
- Cilivization victory medal
- 1938 — Премия Венецианского кинофестиваля — лучшая мужская роль, за фильм «Пигмалион».

### Номинации
- 1939 — Премия «Оскар» — лучшая мужская роль, за фильм «Пигмалион».
- 1934 — Премия «Оскар» — лучшая мужская роль, за фильм «Беркли-сквер».